# Bodyprotector

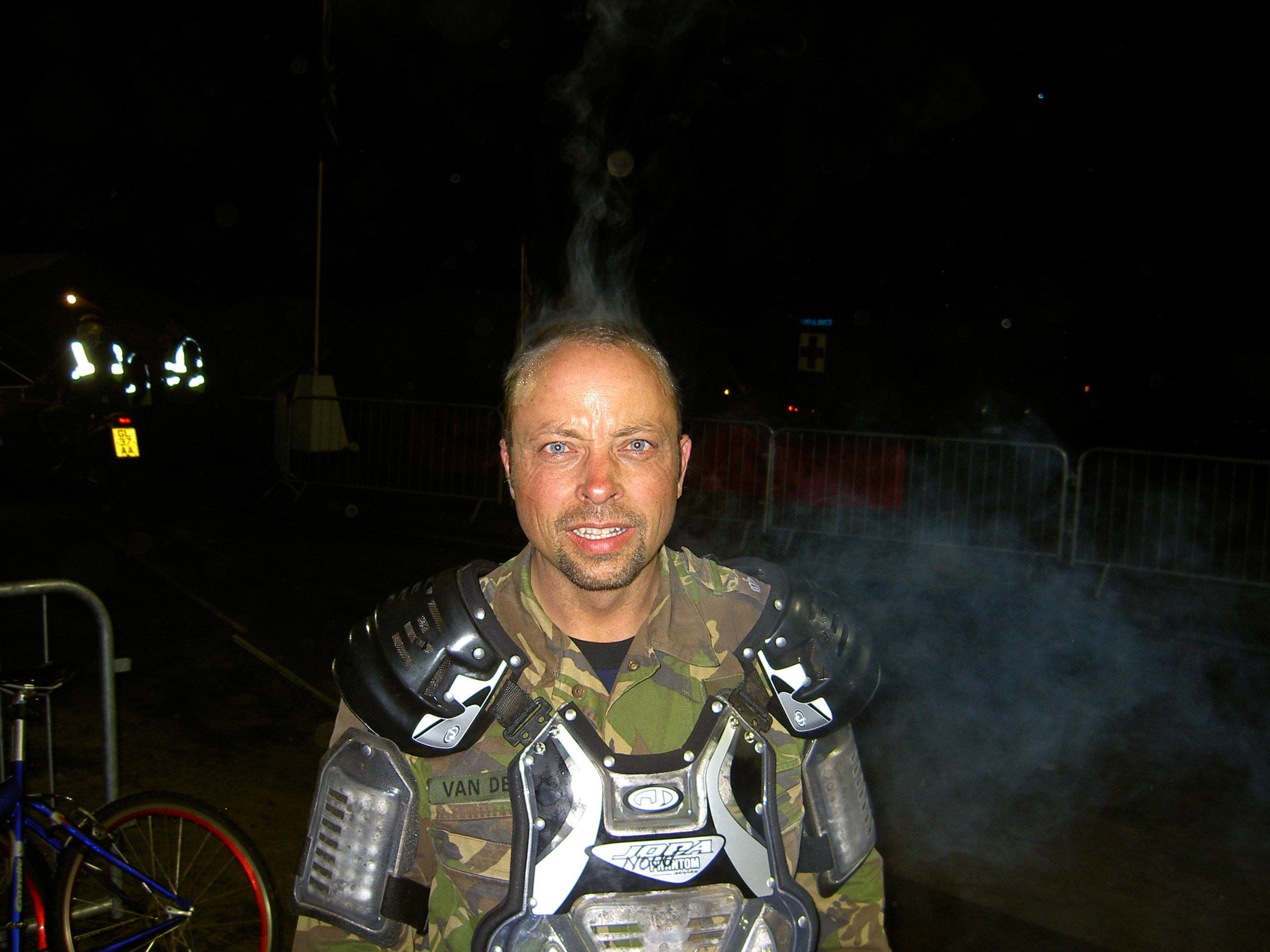
Militaire endurorijder met bodyprotector

Een bodyprotector, ook wel 'harnas' genoemd, is een beschermingsmiddel voor verschillende soorten sporters.
In verschillende sporten wordt een soort van bodyprotector gebruikt, zoals bij motorcross. Bij hockey draagt de keeper een bodyprotector. Bij honkbal draagt de achtervanger een bodyprotector. Bij Paardensport gaat het om een eventueel extra beschermingsmiddel, dat alleen bij cross verplicht is.